# Cascos verdes
Los Cascos verdes son las fuerzas de paz de la Unión Africana encargadas de mantener el orden legítimo, la paz, crearla y a su vez detener crímenes de lesa humanidad como genocidio o limpieza étnica. 
Es así como las fuerzas de la unión pueden intervenir legítimamente y legalmente. Ya que cuenta con la autorización de los estados africanos firmantes del tratado constitutivo, los cuales aceptaron el tratado y por lo tanto la intervención de los cascos verdes en su territorio, en caso de que la Unión Africana lo considere pertinente.
Los cascos verdes fueron un experimento innovador en cuanto una organización regional pretendía tener sus propias fuerzas armadas con el fin de realizar intervenciones humanitarias y garantizar la paz.
Es así como estas fuerzas pretenden ser de alerta temprana y despliegue rápido y han colaborado en misiones híbridas con las Naciones Unidas, es decir que los cascos verdes llevan a cabo la coerción y la ONU lleva a cabo el proceso político para restaurar la paz.
- Datos: Q5756020